# David LaChapelle

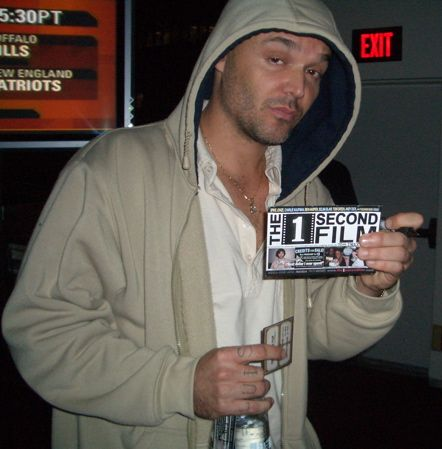
David LaChapelle drží kredit na filmový snímek The 1 Second Film, listopad 2004

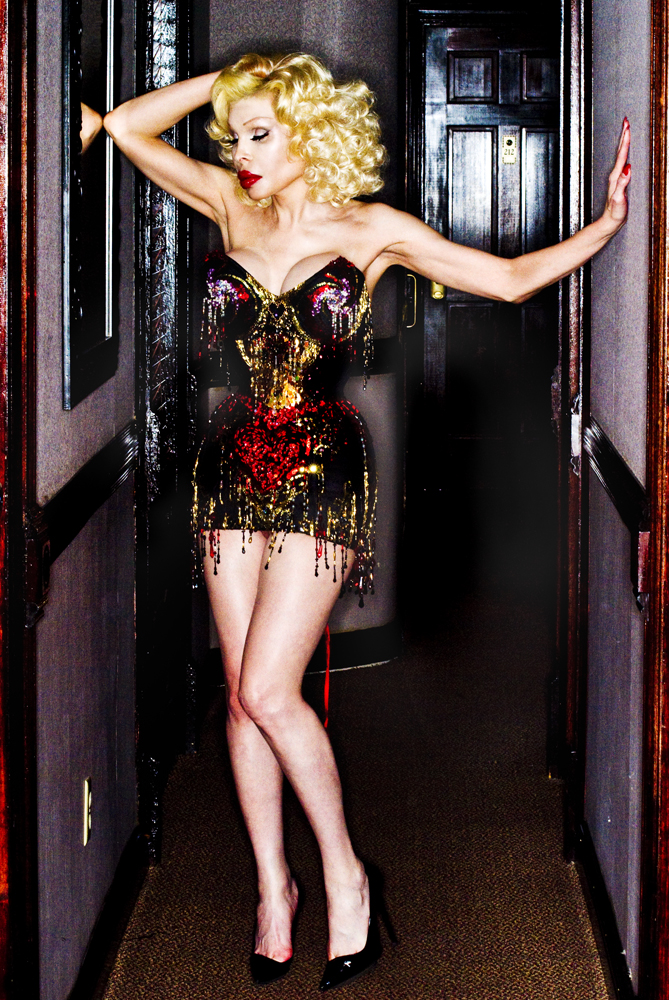
David LaChapelle a Gabriel Moginot: Amanda Lepore

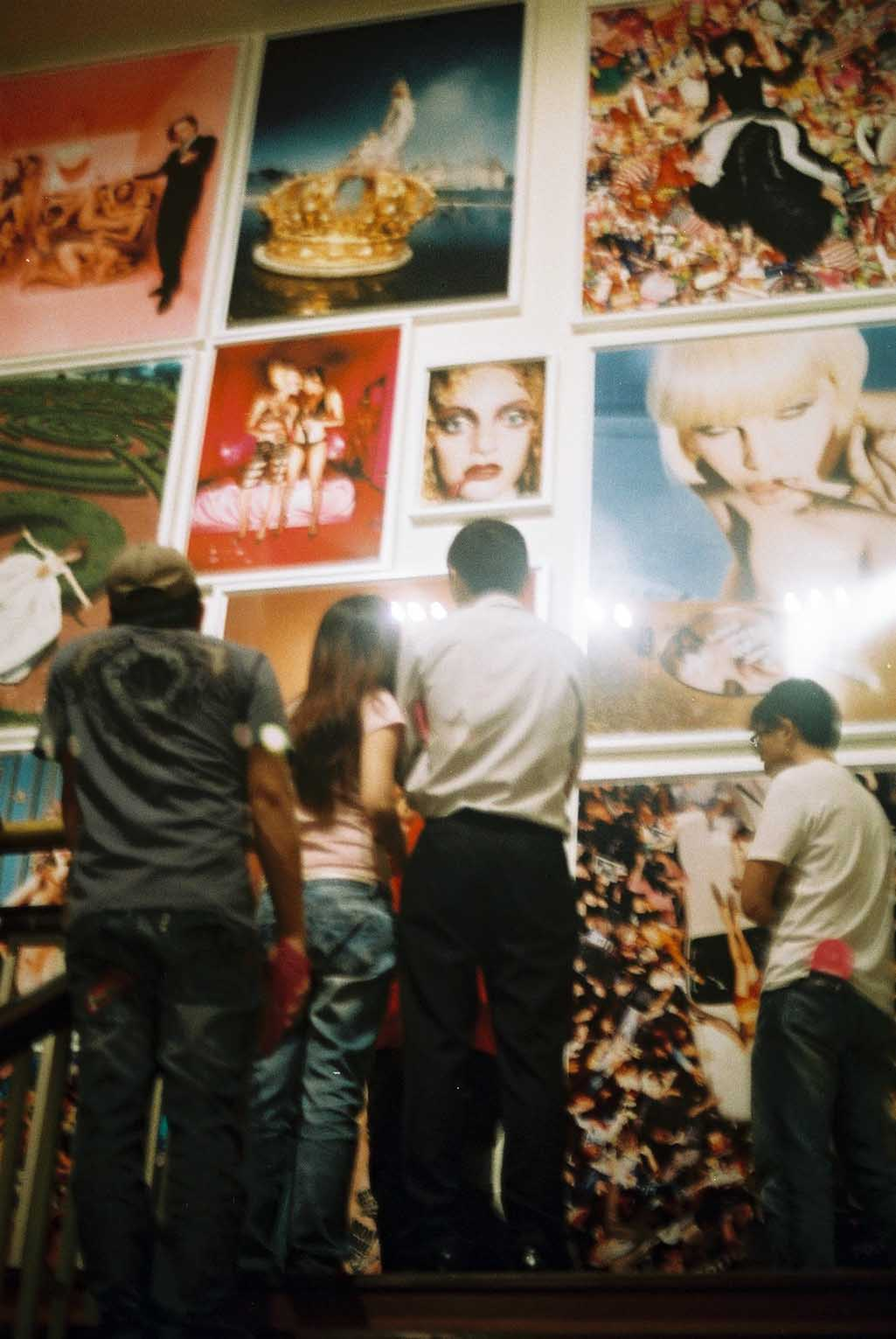
Autorova výstava na Tchaj-wanu, 2010

David LaChapelle (* 11. března, 1963 Fairfield, Connecticut, USA) je americký fotograf a umělec v oboru video/komerce/film, který pracuje v oblasti módy, reklamy, portrétní a výtvarné fotografie. 
Je známý svým surrealismem, jedinečností a humorným stylem. Od poloviny 90. let 20. století patří mezi nejvýznamnější světové fotografy a jeho tvorba ovlivnila celou řadu dalších umělců.

## Život a dílo
Začínal v 80. letech jako fotograf slavných osobností pro časopis Interview Andyho Warhola. Portrétoval známé osobnosti jako jsou například Marilyn Manson, Naomi Campbell, brazilská modelka Gisele Bündchen, David Beckham, Björk, Shakira, Drew Barrymoreová, Shirley Manson, Courtney Love, americká zpěvačka Lil' Kim (Kimberly Denise Jones), Lance Armstrong, herečka Angelina Jolie, modelka Pamela Anderson, zpěvačka Britney Spears, Cameron Diaz, Uma Thurman, Brooke Shields, americký herec Leonardo DiCaprio, transsexuálka Amanda Lepore, zpěvačky Christina Aguilera, Mariah Carey, Madonna, P!nk, Rihanna, Kylie Minogue a v poslední době (2009) zpěvačku Lady GaGa (Stefani Gabriella Germanotta) a Whitney Houston. Ve svých dílech se zabývá zvrhlostí a groteskností dnešní kultury, inspiruje se Warholem, výjevy ze života Krista, básníkem Williamem Blakem nebo Michelangelovými freskami v Sixtinské kapli.
Kritizuje konzumní materialismus, zánik víry a tradic nebo nesmyslnost válek. V období 2009-2011 téměř opustil prostor módy a reklamy a vrátil se ke svým uměleckým počátkům a k volné tvorbě.

## Publikace
Výběr některých knih:
- LaChapelle Land (New York: Simon & Schuster, in association with Callaway, 1996) - ISBN 0-684-83302-6
- Hotel LaChapelle (Boston: Little, Brown, 1999) - ISBN 0-8212-2636-3
- David LaChapelle, second edition (Milan: Photology, 2004) - ISBN 88-88359-14-1
- LaChapelle Land, deluxe edition (New York: Channel Photographics, in association with Callaway, 2005) - ISBN 0-9766708-0-1
- LaChapelle, Artists and Prostitutes (Köln: Taschen, 2006) - ISBN 3-8228-1617-5
- LaChapelle, Heaven to Hell (Köln: Taschen, 2006) - ISBN 3-8228-2572-7
- David LaChapelle (Firenze: Giunti, 2007) - ISBN 978-88-09-05702-9
- David LaChapelle: al Forte Belvedere (Firenze: Giunti, 2008) - ISBN 978-88-09-06232-0
- David LaChapelle (Hamburg: Stern Gruner + Jahr AG & Co., 2008) - ISBN 978-3-570-19772-1
- David LaChapelle: the Rape of Africa (Amsterdam: Reflex, 2009) - ISBN 978-90-71848-07-0

## Filmografie
- 2004 Krumped
- 2005 Rize

### Videoklipy
Vybrané videoklipy:
- Christina Aguilera: Dirrty, Can't Hold Us Down (Feat. Lil'Kim), The voice Within
- Amy Winehouse: Tears dry on their own
- Robbie Williams: Advertising Space
- Elton John: All That I'm Allowed, Someone Saved My Life, Answer in the Sky
- No Doubt: It's my life
- Britney Spears: Everytime
- Jennifer Lopez: I'm glad , Do It Well
- Blink 182:  Feeling This
- The Vines: Outtathaway
- Elton John et Justin Timberlake: This Train Don't Stop There
- Moby:  Natural Blues
- Gwen Stefani et Eve: Rich Girl
- Norah Jones: Those Sweet Words
- Macy Gray: She Ain't Right for You
- Avril Lavigne: I'm With You
- Joss Stone: Super Duper Lover
- The Dandy Warhols: Not if You Were The Last Junky on Earth

## Výstavy
- Tak pravil LaChapelle, Galerie Rudolfinum, Praha, 2011, kurátor Otto M. Urban[3]

### Významná díla
Seznam vybraných významných děl:
- Potopa (2006)
- Prám iluzí běsnící ku pravdě (2011).